# ه
‎（阿拉伯语：‎）是阿拉伯字母中的第26個字母，屬於月亮字母。

## 概要

### 字源
源於腓尼基字母𐤄，與希伯來字母「ה」、希臘字母的「Ε」、拉丁字母的「E」和西里爾字母的「E」同源。與「ة」的區別僅在點的有無。

### 讀音
在現代標準阿拉伯語中發音為清聲門擦音/h/。

### 字體變化
依據字母在詞語位置的不同，其書寫形式也會有所變化：
| 在词语中的位置：        | 独立 | 尾部 | 中部 | 首部 |
| ----------------------- | ---- | ---- | ---- | ---- |
| 誊抄体： （显示异常？） | ه‎    | ـه‎   | ـهـ‎  | هـ‎   |
| 波斯体： （显示异常？） | ه‬    | ـه‬   | ـهـ‬  | هـ‬   |